# Вълчият залив
„Вълчият залив“ (на английски: Wolf Creek) е австралийски филм на ужасите от 2005 г. Базиран е на реалните убийства на туристи от Айвън Милат през 1990–те, както и случаят с Брадли Мърдок от 2001 г.

## Сюжет
Внимание:  Текстът по-долу разкрива сюжета на произведението (или части от него)!
Трима туристи, тръгнали за националния парк Wolfe Creek се оказват в плен. След кратко бягство, те са преследвани от сериен убиец в австралийската пустош.

## Актьорски състав
- Джон Джарат – Мик Тейлър
- Касандра Маграт – Лиз Хънтър
- Кести Мораси – Кристи Ърл
- Нейтън Филипс – Бен Мичъл